# اوریون (لوند)
اوریون (به فرانسوی: Aureilhan) یک کمون در فرانسه است که در canton of Mimizan واقع شده‌است. اوریون ۱۱٫۵۱ کیلومتر مربع مساحت دارد ۱۰ متر بالاتر از سطح دریا واقع شده‌است.